# Suzuki DR 125
Die Suzuki DR 125 S (SF 43 B) ist ein Motorrad der Suzuki Motor Corporation. In den 1990er-Jahren wurde das Motorrad überarbeitet und als DR 125 SE (Typ SF 44 A) verkauft. Zeitgleich erschien die Suzuki GN 125 mit identischem Motor, Elektrostarter und Fünfganggetriebe. Eine Neuauflage erschien 2008 nach fast 6 Jahren Produktionsstopp als DR 125 SM (Typ 9K), die das typische Supermoto-Erscheinungsbild nachempfinden sollte.

## Modellgeschichte
Die DR 125 S (Typ SF 43 B) wird von einem Einzylinder-Viertaktmotor mit Fremdzündung angetrieben. Die DR 125 SE (Typ SF 44 A) hat ein geändertes Heck-Rahmenteil, einen Gleichdruckvergaser statt des veralteten Rundschiebervergasers und einen Elektrostarter anstelle des Kickstarters. Die DR 125 SM (Typ 9K) bekam ein vollständig neues Design. Das Krad wurde abgerundeter gestaltet. Unter anderem bekam sie einen neuen Motor mit Elektrostarter und Saugrohreinspritzung statt des Vergasers. Angeboten wurde diese in den Farben schwarz/rot/grau, schwarz/gelb oder blau/weiß/grau. Auch ein Katalysator ist serienmäßig, mit dem das Fahrzeug die seit 2002 gültige Abgasnorm Euro 3 erfüllt.
Über die gesamte Bauzeit gab es nur geringfügige Veränderungen, lediglich andere Farbkompositionen unterschieden die einzelnen Baujahre. Die vom Hersteller angebotenen Farbkombinationen der Anbauteile waren: Weiß/Lila, Schwarz/Gelb, Rot/Weiß, Blau/Weiß, Schwarz/Orange. Das Cockpit beinhaltete Tachometer und Zustandsleuchten für Fahrtrichtungsanzeiger, Fernlicht und Getriebe-Leerlauf („N“).
Der GN- bzw. DR-Motor wurde in der zweiten Generation auch in die Suzuki VanVan 125 eingebaut, in der neuesten Generation mit elektronisch geregelter Saugrohreinspritzung.

## Technische Daten im Vergleich
|                       | DR 125 S (SF 43 B)                                                | DR 125 SE (SF 44 A)                                               | DR 125 SM (9K)                                                       |
| --------------------- | ----------------------------------------------------------------- | ----------------------------------------------------------------- | -------------------------------------------------------------------- |
| Bild                  | DR 125 S (SF 43 B, Bj. 1991)                                      | DR 125 SE (SF 44 A, Bj. 1997)                                     |                                                                      |
| Motor                 | fahrtwindgekühlter Einzylinder-Viertaktmotor, Kickstarter         | fahrtwindgekühlter Einzylinder-Viertaktmotor, Elektrostarter      | fahrtwindgekühlter Einzylinder-Viertaktmotor, Elektrostarter         |
| Ventilsteuerung       | OHC-Ventilsteuerung, 2 Ventile                                    | OHC-Ventilsteuerung, 2 Ventile                                    | OHC-Ventilsteuerung, 2 Ventile                                       |
| Bohrung × Hub         | 57 × 48,8 mm                                                      | 57 × 48,8 mm                                                      | 57 × 48,8 mm                                                         |
| Hubraum               | 124 cm³                                                           | 124 cm³                                                           | 125 cm³                                                              |
| Verdichtung           | 9,5 : 1                                                           | 9,5 : 1                                                           | 9,2 : 1                                                              |
| Nennleistung          | 8,5 kW (12 PS) bei 9800/min                                       | 8,5 kW (12 PS) bei 9800/min                                       | 8,1 kW (11 PS) bei 9000/min                                          |
| max. Drehmoment       | 8,7 Nm bei 9500/min                                               | 8,7 Nm bei 9500/min                                               | 9,5 Nm bei 7500/min                                                  |
| Gemischaufbereitung   | Mikuni-Rundschiebervergaser VM24SS                                | Mikuni-Gleichdruckvergaser BST31                                  | Elektronische Saugrohreinspritzung, Ø 26 mm mit ISC Leerlaufregelung |
| Zündung               | vollelektronische Transistorspulen-Zündung                        | vollelektronische Transistorspulen-Zündung                        | digitale Transistor-Spulenzündung                                    |
| Lichtmaschine         | Wechselstromgenerator 12 V – 480 W                                | Wechselstromgenerator 12 V – 480 W                                | Wechselstromgenerator 12 V – 220 W                                   |
| Batterie              | 12 V – 6 Ah                                                       | 12 V – 6 Ah                                                       | 12 V – 6 Ah                                                          |
| Kupplung              | Mehrscheibenkupplung im Ölbad                                     | Mehrscheibenkupplung im Ölbad                                     | Mehrscheibenkupplung im Ölbad                                        |
| Getriebe              | 6-Gang-Getriebe                                                   | 6-Gang-Getriebe                                                   | 5-Gang-Getriebe                                                      |
| Endantrieb            | O-Ring-Kette                                                      | O-Ring-Kette                                                      | O-Ring-Kette                                                         |
| Rahmen                | Einrohrrahmen mit Unterzug                                        | Einrohrrahmen mit Unterzug                                        | Einschleifen Stahlrohrrahmen                                         |
| Maße (L × B × H)      | 2135 × 805 × 1170 mm                                              | 2135 × 805 × 1170 mm                                              | 2040 × 800 × 1135 mm                                                 |
| Radstand              | 1385 mm                                                           | 1385 mm                                                           | 1340 mm                                                              |
| Sitzhöhe              | 840 mm                                                            | 840 mm                                                            | 836 mm                                                               |
| Radaufhängung vorn    | 35 mm-Teleskopgabel, 205 mm Federweg                              | 35 mm-Teleskopgabel, 205 mm Federweg                              | 35 mm-Teleskopgabel, 180 mm Federweg                                 |
| Radaufhängung hinten  | Zweiarmschwinge, mit Zentralfederbein abgestützt, 200 mm Federweg | Zweiarmschwinge, mit Zentralfederbein abgestützt, 200 mm Federweg | Kastenschwinge, mit Zentralfederbein abgestützt, 170 mm Federweg     |
| Felgengröße vorn      | 1.60 × 21                                                         | 1.60 × 21                                                         | 2.15 × 17                                                            |
| Felgengröße hinten    | 1.85 × 18                                                         | 1.85 × 18                                                         | 3.5 × 17                                                             |
| Bereifung vorn        | 70/100–21, wahlweise 80/80–21                                     | 70/100–21, wahlweise 80/80–21                                     | 100/80-17                                                            |
| Bereifung hinten      | 90/90–18                                                          | 90/90–18                                                          | 130/70-17                                                            |
| Bremse vorn           | Einscheibenbremse, Ø 230 mm                                       | Einscheibenbremse, Ø 230 mm                                       | Einscheibenbremse ø 250 mm, Doppelkolben                             |
| Bremse hinten         | Vollnaben-Trommelbremse, Ø 130 mm                                 | Vollnaben-Trommelbremse, Ø 130 mm                                 | Einscheibenbremse ø 220 mm                                           |
| Leergewicht           | 119 kg                                                            | 127 kg                                                            | 121 kg                                                               |
| zul. Gesamtgewicht    | 315 kg                                                            | 315 kg                                                            | 315 kg                                                               |
| Tankinhalt            | 13 l (Reserve: 2,5 l)                                             | 13 l (Reserve: 2,5 l)                                             | 9 l                                                                  |
| Höchstgeschwindigkeit | 105 km/h                                                          | 95 km/h                                                           | 100 km/h                                                             |